# Kościół św. Jadwigi Śląskiej w Zawoni
Kościół świętej Jadwigi Śląskiej – rzymskokatolicki kościół parafialny należący do parafii pod tym samym wezwaniem (dekanat Trzebnica archidiecezji wrocławskiej).

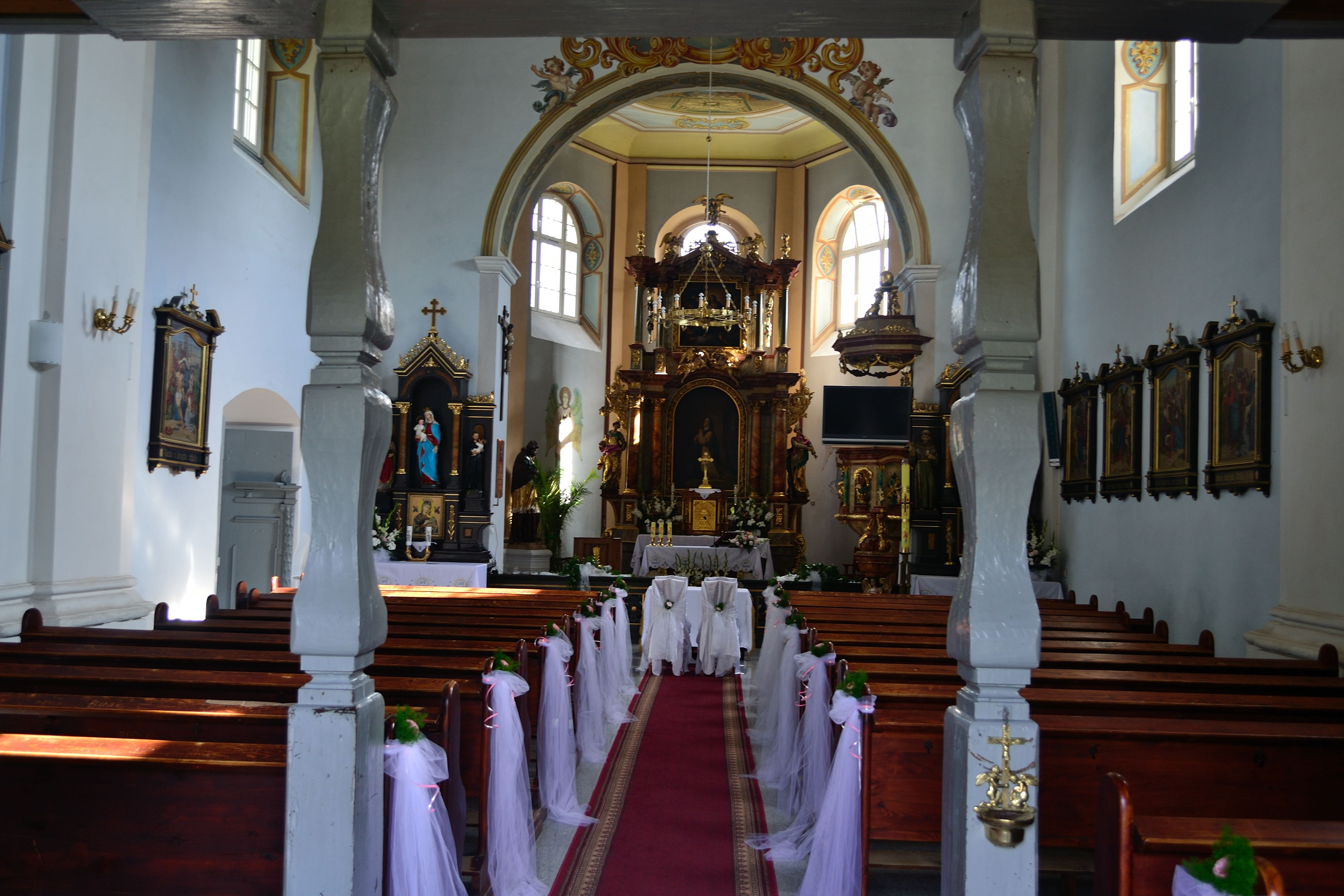
Wnętrze świątyni

Pierwotna budowla została zbudowana przed 1540 rokiem, obecna świątynia została wybudowana około 1689 roku, następnie była restaurowana w XIX wieku. Kościół jest murowany, posiada jedną nawę oraz węższe trójbocznie zakończone prezbiterium i dobudowaną do niego od strony południowej wieżę zwieńczoną cebulastym dachem hełmowym z latarnią. Wyposażenie wnętrza reprezentuje styl barokowy i powstało w XVIII wieku.